# بوكيدنون
بوكيدنون (بالإنجليزية: Bukidnon) هي محافظة تقع في الفلبين في مينداناو الشمالية. يقدر عدد سكانها بـ 1,299,192 نسمة ومساحتها 10,498.59 كم2 .